# Fresnedillas de la Oliva
Fresnedillas de la Oliva er en by og kommune i det centrale Spanien i Madrid-regionen. Den har et indbyggertal på 1.837 (2024) indbyggere.